# Saxicola
Saxicola is een geslacht van zangvogels uit de familie Muscicapidae (vliegenvangers). De wetenschappelijke naam werd gepubliceerd in 1802 door Bechstein.

## Soorten
De volgende soorten zijn bij het geslacht ingedeeld:
- Saxicola caprata – Zwarte roodborsttapuit
- Saxicola dacotiae – Canarische roodborsttapuit
- Saxicola ferreus – Grijs paapje
- Saxicola gutturalis – Timorpaapje
- Saxicola insignis – Hodgsons paapje
- Saxicola jerdoni – Jerdons paapje
- Saxicola leucurus – Witstaartroodborsttapuit
- Saxicola macrorhynchus – Woestijnpaapje
- Saxicola maurus – Aziatische roodborsttapuit
- Saxicola rubetra – Paapje
- Saxicola rubicola – Roodborsttapuit
- Saxicola stejnegeri – Stejnegers roodborsttapuit
- Saxicola tectes – Réunionroodborsttapuit
- Saxicola torquatus – Afrikaanse roodborsttapuit
  - S. t. sibilla – Madagaskarroodborsttapuit